# Classificació del QI

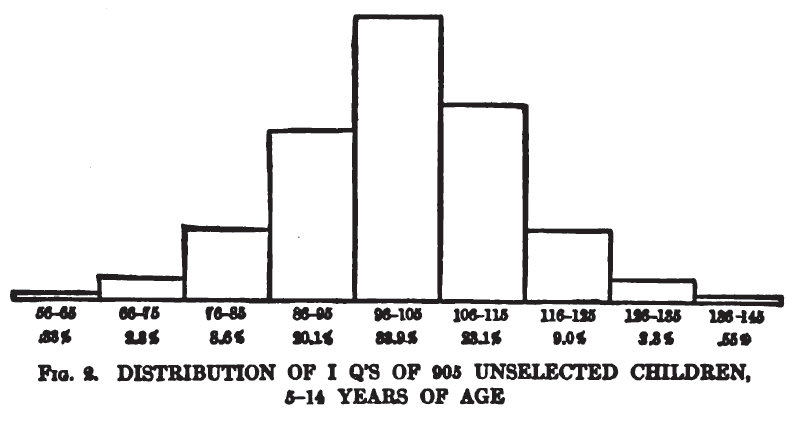
Taula de distribució de la puntuació d'una mostra de 906 infants passant la prova de Stanford-Binet de 1916.

La classificació del quocient intel·lectual és la pràctica dels editors de proves del quocient intel·lectual (IQ) de classificar les classificacions de la puntuació del quocient intel·lectual per noms de categories com ara "superior" o "mitjana". Els editors no utilitzen exactament les mateixes etiquetes de classificació, que han evolucionat des de la gènesi de les proves d'intel·ligència a principis del segle xx.

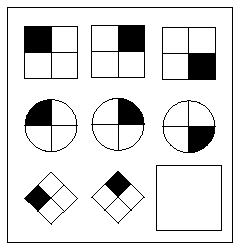
Un exemple de les matrius progressives de Raven

El mètode de puntuació especifica que una puntuació de quocient intel·lectual de 100 significa que el rendiment de la persona de la prova es troba al nivell mitjà de rendiment en una mostra de puntuacions de la persona de la prova d'aproximadament la mateixa edat. Una puntuació de quocient intel·lectual de 115 significa rendiment una desviació estàndard per sobre de la mediana, una puntuació de 85 significa rendiment una desviació estàndard per sota de la mediana, i així successivament. Lewis Terman i altres desenvolupadors de proves de quocient intel·lectual s'han adonat que les puntuacions de quocient intel·lectual de la majoria dels nens són parelles. La desviació estàndard del quocient intel·lectual s'utilitza ara per a la puntuació estàndard de totes les proves de quocient intel·lectual, en gran part perquè permet una definició coherent del quocient intel·lectual per a nens i adults.
Totes les proves de coeficient intel·lectual mostren variacions en les puntuacions, fins i tot quan la mateixa persona fa la mateixa prova diverses vegades,. Les puntuacions de coeficient intel·lectual també difereixen per a una persona que prova més d'un editor a la mateixa edat. Els diferents editors de proves no utilitzen les mateixes definicions per a les classificacions de la puntuació d'IQ. Totes aquestes qüestions s'han de tenir en compte a l'hora d'interpretar les puntuacions de coeficient intel·lectual d'un individu, ja que poden donar lloc a diferents classificacions de coeficient intel·lectual per a la mateixa persona en diferents moments.

## Antecedents
Les puntuacions de quocient intel·lectual s'han obtingut mitjanançant dos mètodes diferents des de l'arribada de les proves de capacitat cognitiva. El primer mètode va ser històricament el " Relació de quocient intel·lectual ", basat en l'estimació d'una edat mental de la persona provada (arrodonida a un nombre determinat d'anys i mesos), que després es va dividir pel " edat cronològica de la persona provada (arrodonida a un nombre determinat d'anys i mesos). Per exemple, una puntuació d'edat mental de tretze anys i zero mesos, amb l'edat cronològica de deu anys i zero mesos dona com a resultat un quocient d'1,3 després de fer la divisió. A continuació, el resultat de la divisió es va multiplicar per 100 de manera que les puntuacions es poguessin informar sense decimals. Per tant, la puntuació de l'exemple anterior s'ha d'indicar com a 130 de QI.
Històricament parlant, fins i tot abans de l'aparició de les proves de quocient intel·lectual, es va intentar classificar les persones en categories d'intel·ligència mitjanançant l'observació del seu comportament en la vida quotidiana,. Aquestes altres formes d'observació del comportament encara són importants per validar classificacions basades principalment en les puntuacions de les proves de quocient intel·lectual. Les dues classificacions de la intel·ligència per observació del comportament fora de la sala d'exàmens i la classificació per proves de quocient intel·lectual depenen de la "definició de intel·ligència" utilitzada, i sobre la fiabilitat i estimació de l'error en el procediment de classificació

## Variància en la classificació del coeficient intel·lectual individual
| Alumne  | KABC-II | WISC-III | WJ-III |
| ------- | ------- | -------- | ------ |
| Asher   | 90      | 95       | 111    |
| Brianna | 125     | 110      | 105    |
| lluç    | 100     | 93       | 101    |
| Danica  | 116     | 127      | 118    |
| Elfa    | 93      | 105      | 93     |
| Fritz   | 106     | 105      | 105    |
| georgi  | 95      | 100      | 90     |
| Hèctor  | 112     | 113      | 103    |
| Imelda  | 104     | 96       | 97     |
| Josep   | 101     | 99       | 86     |
| Keoku   | 81      | 78       | 75     |
| Leo     | 32      | 78       | 89     |

En general, les proves de coeficient intel·lectual són prou fiables perquè la majoria de les persones de deu anys o més tinguin puntuacions de coeficient intel·lectual similars al llarg de la seva vida. No obstant això, algunes persones obtenen resultats molt diferents segons quan es fa la prova. Per exemple, molts dels nens dels famosos Genetic Studies of Genius iniciat el 1921 per Lewis Terman van experimentar caigudes del coeficient intel·lectual quan van créixer. Terman va reclutar estudiants basant-se en les referències dels professors i els va donar la prova de coeficient intel·lectual de Stanford-Binet. Es van incloure a l'estudi nens amb un coeficient intel·lectual superior a 140 amb aquesta prova. Hi havia un total de 643 nens al grup d'estudi principal. Quan es van tornar a provar els estudiants recontactables (503 estudiants), en edat de secundària, es va observar una caiguda mitjana del coeficient intel·lectual de 9 punts. Més de dues dotzenes de nens van veure com la seva puntuació de coeficient intel·lectual baixava en 15 punts i sis en 25 punts o més. Tanmateix, els seus pares creien que els seus fills encara eren brillants.
Com que totes les proves de coeficient intel·lectual tenen un error de mesura en la puntuació de coeficient intel·lectual de la persona que es prova, l'interval de confiança al voltant de la puntuació obtinguda s'ha de compartir amb ell,. Les puntuacions de coeficient intel·lectual també poden ser enganyoses perquè els examinadors no segueixen els procediments d'administració i puntuació estandarditzats. Alguns verificadors mostren per error un " efecte halo amb els individus amb coeficient intel·lectual baix reben un coeficient intel·lectual encara més baix que si s'haguessin seguit els procediments estàndard, mentre que els individus amb coeficient intel·lectual elevat reben puntuacions de coeficient intel·lectual inflades.
La classificació de coeficient intel·lectual per a individus també varia perquè les etiquetes de categoria per als intervals de puntuació de coeficient intel·lectual són específiques de cada marca de prova. Els editors de proves no tenen una pràctica uniforme dels intervals d'etiquetatge d'IQ. Els psicòlegs han d'especificar quina prova s'ha fet en informar del coeficient intel·lectual d'una persona. Els psicòlegs i els autors de les proves de coeficient intel·lectual recomanen que els psicòlegs adopten la terminologia de cada editor de proves quan informen de les categories de puntuació de coeficient intel·lectual,.
Finalment, les puntuacions de coeficient intel·lectual poden diferir fins a cert punt per a la mateixa persona en diferents proves de coeficient intel·lectual, de manera que una persona no sempre obté la mateixa puntuació cada vegada que es fa la prova (vegeu la taula).

## Diferents classificacions del coeficient intel·lectual
Hi ha una varietat de proves de coeficient intel·lectual executades de manera independent al món de parla anglesa,.

### Escales d'intel·ligència de Wechsler
Les escales d'intel·ligència de Wechsler van ser creades originalment per David Wechsler. La primera prova de Wechsler publicada va ser l'escala de Wechsler-Bellevue, el 1939. Les proves de coeficient intel·lectual de Wechsler per a nens i adults són les proves de coeficient intel·lectual més utilitzades,. Les proves de Wechsler s'han considerat durant molt de temps la " estàndard d'or » Proves de coeficient intel·lectual.
| coeficient intel·lectual | Classificació de QIn    |
| ------------------------ | ----------------------- |
| 130 i més                | molt superior           |
| 120–129                  | Superior                |
| 110–119                  | Per sobre de la mitjana |
| 90–109                   | mitjana                 |
| 80–89                    | per sota de la mitjana  |
| 70–79                    | Límit                   |
| 69 i menys               | extremadament baix      |

Els psicòlegs han proposat una variant de la classificació del QI de Wechsler,. Tingueu en compte especialment el terme " límit que implica estar molt a prop de tenir un discapacitat mental.
| coeficient intel·lectual | Valoracions        | Termes de valor neutre       |
| ------------------------ | ------------------ | ---------------------------- |
| 130+                     | molt superior      | Extremadament superior       |
| 120–129                  | Superior           | Molt per sobre de la mitjana |
| 110–119                  | mitjana alta       | Per sobre de la mitjana      |
| 90–109                   | mitjana            | mitjana                      |
| 80–89                    | Gravs mitjanans    | per sota de la mitjana       |
| 70–79                    | Límit              | Molt per sota de la mitjana  |
| 69-                      | extremadament baix | Extremadament més baix       |

### Escala d'intel·ligència Stanford–Binet(5 edició)
La cinquena edició de l'escala Stanford-Binet (SB5) va ser creada per Gale H. Roid i publicada l'any 2003. La classificació de QI de SB5 és una puntuació segons la desviació estàndard en la qual cada desviació és de 15 punts de la puntuació mitjana, 100 IQ, igual que la puntuació estàndard de Wechsler.
| coeficient intel·lectual | Classificació                      |
| ------------------------ | ---------------------------------- |
| 145–160                  | Molt dotat o molt avançat          |
| 130–144                  | Superdotat o molt avançat          |
| 120–129                  | Superior                           |
| 110–119                  | Per sobre de la mitjana            |
| 90–109                   | mitjana                            |
| 80–89                    | per sota de la mitjana             |
| 70–79                    | Límit alterat o retardat           |
| 55–69                    | Moderadament alterat o retardat    |
| 40–54                    | Moderadament deteriorat o retardat |

### Test d'habilitat cognitiva Woodcock-Johnson
Les proves d'habilitat cognitiva Woodcock-Johnson III NU (WJ III NU) van ser creades per Richard W. Woodcock, Kevin S. McGrew i Nancy Mather i publicades el 2007 per Riverside.
| coeficient intel·lectual | ClassificacióWJ III     |
| ------------------------ | ----------------------- |
| 131 i més                | molt superior           |
| 121 a 130                | Superior                |
| 111 a 120                | Per sobre de la mitjana |
| 90 a 110                 | mitjana                 |
| 80 a 89                  | per sota de la mitjana  |
| 70 a 79                  | Avall                   |
| 69 i menys               | Molt fluix              |

### Proves de Kaufman
El Kaufman Teen and Adult Intelligence Test va ser creat per Alan S. Kaufman i Nadeen L. Kaufman i va ser publicat el 1993 per American Guidance Service. Puntuació de la prova de Kaufman" es classifiquen per simetria, de manera no avaluativa ».
| 130 i més  | Extremadament superior       |
| 120–129    | Molt per sobre de la mitjana |
| 110–119    | Per sobre de la mitjana      |
| 90–109     | mitjana                      |
| 80–89      | per sota de la mitjana       |
| 70–79      | Molt per sota de la mitjana  |
| 69 i menys | Extremadament més baix       |

| Interval de puntuació estàndard | Nom de la categoria     |
| ------------------------------- | ----------------------- |
| 131–160                         | Extremadament superior  |
| 116–130                         | Per sobre de la mitjana |
| 85–115                          | Gamma mitjana           |
| 70–84                           | per sota de la mitjana  |
| 40–69                           | Extremadament més baix  |

El test Das-Naglieri, que avalua les capacitats cognitives, va ser creat per Jack Naglieri i JP Das, i va ser publicat el 1997 per Riverside.
| Puntuació estàndard | Classificació                   |
| ------------------- | ------------------------------- |
| 130 i més           | molt superior                   |
| 120–129             | Superior                        |
| 110–119             | Per sobre de la mitjana         |
| 90–109              | mitjana                         |
| 80–89               | Una mica per sota de la mitjana |
| 70–79               | per sota de la mitjana          |
| 69 i menys          | Molt per sota de la mitjana     |

### Escales d'habilitats diferencials(2 edició)
La prova de la segona edició de les escales d'habilitat diferencial (DAS–II) va ser creada per Colin D. Elliott i va ser publicada el 2007 per Psychological Corporation. El DAS-II és una prova que es fa individualment a nens, estandarditzada per a nens de dos anys i sis mesos fins als disset anys i onze mesos,. El DAS-II puntua una puntuació de QI mitjà de 100 i una desviació estàndard de 15. La puntuació més baixa possible és 44, i la més alta és 175.
| GCA     | Classificació GCA       |
| ------- | ----------------------- |
| ≥ 130   | Molt alt                |
| 120–129 | Alt                     |
| 110–119 | Per sobre de la mitjana |
| 90–109  | mitjana                 |
| 80–89   | per sota de la mitjana  |
| 70–79   | Feble                   |
| ≤ 69    | Molt feble              |

### Escales d'habilitat intel·lectual de Reynolds
La prova de Reynolds Intellectual Ability Scales (RIAS) va ser creada per Cecil Reynolds i Randy Kamphaus i va ser publicada l'any 2003 per Psychological Assessment Resources.
| Classificació de les puntuacions de les proves d'intel·ligència | Descripció verbal                         |
| --------------------------------------------------------------- | ----------------------------------------- |
| ≥ 130                                                           | Significativament per sobre de la mitjana |
| 120–129                                                         | Moderadament per sobre de la mitjana      |
| 110–119                                                         | Per sobre de la mitjana                   |
| 90–109                                                          | mitjana                                   |
| 80–89                                                           | per sota de la mitjana                    |
| 70–79                                                           | Moderadament per sota de la mitjana       |
| ≤ 69                                                            | Significativament per sota de la mitjana  |

## Taules històriques de classificació de coeficient intel·lectual
| coeficient intel·lectual | Classificació de coeficient intel·lectual                    |
| ------------------------ | ------------------------------------------------------------ |
| Per sobre de 140         | geni o gairebé "geni                                         |
| 120–140                  | Intel·ligència molt superior                                 |
| 110–120                  | intel·ligència superior                                      |
| 90–110                   | Intel·ligència mitjana o normal                              |
| 80–90                    | Estupidesa, rarament classificable com a dèbil de ment       |
| 70-80                    | De vegades es classifica com a estúpid, sovint de ment dèbil |
| Per sota dels 70         | De ment lliure                                               |

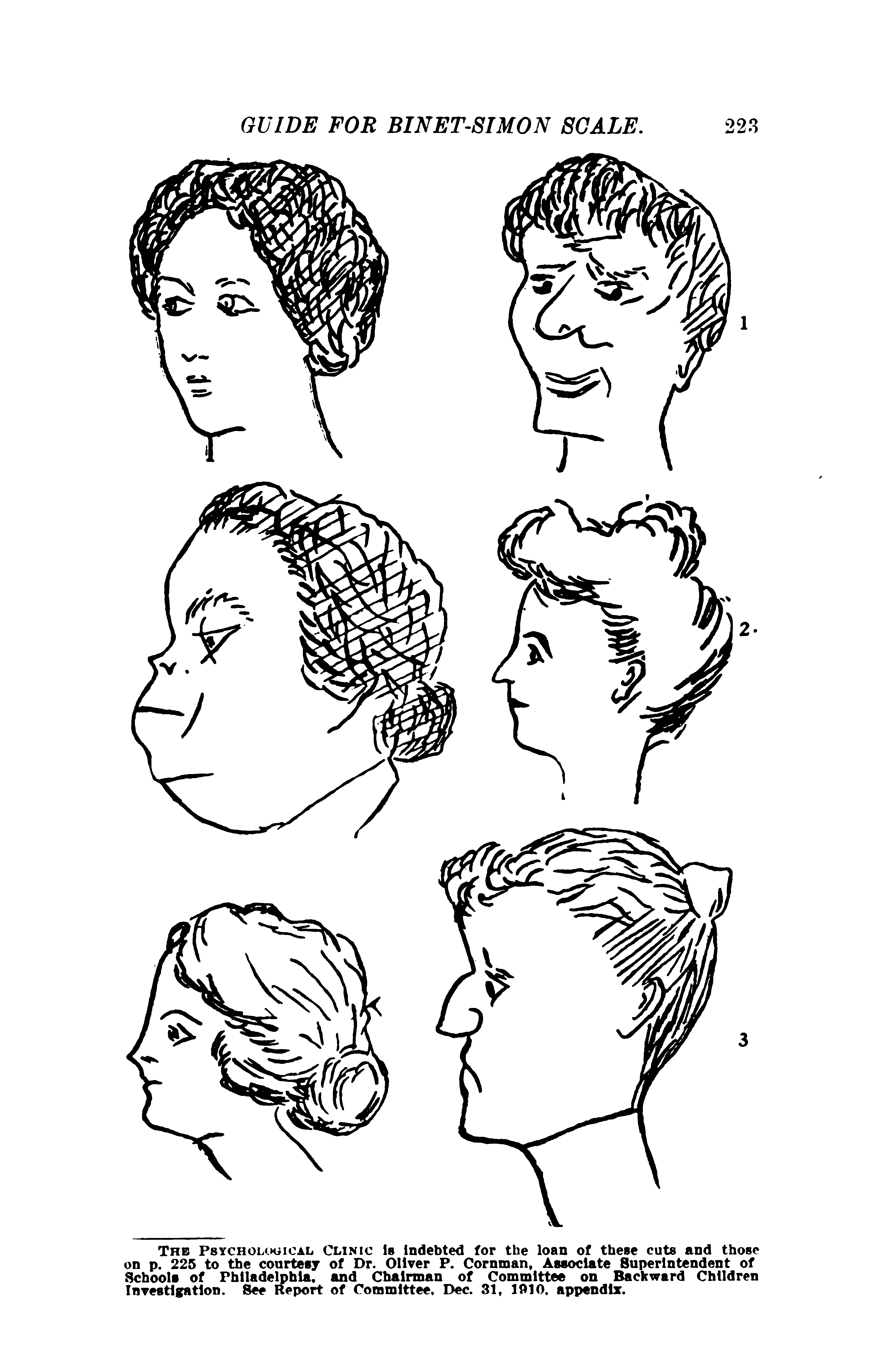
Reproducció d'un ítem de l'escala d'intel·ligència Binet-Simon de 1908, que mostra tres parells d'imatges, es va preguntar al nen que s'estava provant: " Quina d'aquestes dues cares és la més bonica? ? » Reproduït de l'article « Una guia pràctica per administrar l'escala d'intel·ligència Binet-Simon per JW Wallace Wallin el març de 1911 de The Psychological Clinic (volum 5 número 1).

Rudolph Pintner va proposar un conjunt de termes de classificació al seu llibre de 1923, Intelligence Testing: Methods and Results. Pintner explica que els psicòlegs de la seva època, inclòs Terman, " mesurar la capacitat general d'un individu, sense esperar una definició psicològica adequada ». Pintner va retenir aquests termes en la segona edició del seu llibre, el 1931.
| coeficient intel·lectual | Classificació de coeficient intel·lectual |
| ------------------------ | ----------------------------------------- |
| 130 i més                | molt superior                             |
| 120–129                  | molt brillant                             |
| 110–119                  | Lluminós                                  |
| 90–109                   | Normal                                    |
| 80–89                    | Endarrerit                                |
| 70–79                    | Límit                                     |

Albert Julius Levine i Louis Marks van proposar un conjunt més ampli de categories al seu llibre de 1928, Testing Intelligence and Achievement,. Part de la terminologia de la taula prové de termes contemporanis per classificar les persones amb discapacitat del desenvolupament.
| coeficient intel·lectual | Classificació de coeficient intel·lectual |
| ------------------------ | ----------------------------------------- |
| 175 i més                | D'hora                                    |
| 150–174                  | molt superior                             |
| 125–149                  | Superior                                  |
| 115–124                  | molt brillant                             |
| 105–114                  | Lluminós                                  |
| 95–104                   | mitjana                                   |
| 85–94                    | Feble                                     |
| 75–84                    | Límit                                     |
| 50–74                    | Babau                                     |
| 25–49                    | Imbècil                                   |
| 0–24                     | Ximple                                    |

El terme " geni ja no s'utilitza per als noms de categories d'IQ,.
| coeficient intel·lectual | Classificació de coeficient intel·lectual |
| ------------------------ | ----------------------------------------- |
| 140 i més                | molt superior                             |
| 120–139                  | Superior                                  |
| 110–119                  | Per sobre de la mitjana                   |
| 90–109                   | mitjana, normal                           |
| 80–89                    | per sota de la mitjana                    |
| 70–79                    | límit defectuós                           |
| Per sota dels 60         | Defectuós mental                          |

Una taula de dades publicada posteriorment al manual de proves de Stanford-Binet informa de la distribució de la puntuació d'un grup.
| coeficient intel·lectual | Percentatge del grup |
| ------------------------ | -------------------- |
| 160–169                  | 0,03                 |
| 150–159                  | 0,2                  |
| 140–149                  | 1.1                  |
| 130–139                  | 3.1                  |
| 120–129                  | 8.2                  |
| 110–119                  | 18.1                 |
| 100–109                  | 23.5                 |
| 90–99                    | 23.0                 |
| 80–89                    | 14.5                 |
| 70–79                    | 5.6                  |
| 60–69                    | 2.0                  |
| 50–59                    | 0,4                  |
| 40–49                    | 0,2                  |
| 30–39                    | 0,03                 |

| coeficient intel·lectual | Classificació | Percentatge |
| ------------------------ | ------------- | ----------- |
| 128 i més                | molt superior | 2.2         |
| 120–127                  | Superior      | 6.7         |
| 111–119                  | Lluminós      | 16.1        |
| 91–110                   | mitjana       | 50,0        |
| 80–90                    | Feble         | 16.1        |
| 66–79                    | Límit         | 6.7         |
| 65 i menys               | deficient     | 2.2         |

El 1958 Wechsler va publicar una altra edició del seu llibre Measurement and Appraisal of Adult Intelligence. Va tornar al seu capítol sobre la classificació del coeficient intel·lectual per explicar que la puntuació de " edat mental no és una manera més vàlida que la puntuació de coeficient intel·lectual per mesurar la intel·ligència. Va continuar utilitzant els mateixos termes de classificació.
| coeficient intel·lectual | Classificació | Percentatge (teòric) |
| ------------------------ | ------------- | -------------------- |
| 128 i més                | molt superior | 2.2                  |
| 120–127                  | Superior      | 6.7                  |
| 111–119                  | Lluminós      | 16.1                 |
| 91–110                   | mitjana       | 50,0                 |
| 80–90                    | Feble         | 16.1                 |
| 66–79                    | Límit         | 6.7                  |
| 65 i menys               | deficient     | 2.2                  |

| coeficient intel·lectual | Classificació de coeficient intel·lectual |
| ------------------------ | ----------------------------------------- |
| 140 i més                | molt superior                             |
| 120–139                  | Superior                                  |
| 110–119                  | Per sobre de la mitjana                   |
| 90–109                   | normal, mitjana                           |
| 80–89                    | per sota de la mitjana                    |
| 70–79                    | límit defectuós                           |
| Per sota dels 60         | retardat mental                           |

La primera edició de la prova d'habilitat cognitiva Woodcock–Johnson va ser publicada per Riverside el 1977.
| coeficient intel·lectual | Classificació WJ-R Cog 1977 |
| ------------------------ | --------------------------- |
| 131 i més                | molt superior               |
| 121 a 130                | Superior                    |
| 111 a 120                | Per sobre de la mitjana     |
| 90 a 110                 | mitjana                     |
| 80 a 89                  | per sota de la mitjana      |
| 70 a 79                  | Feble                       |
| 69 i menys               | Molt feble                  |

La Wechsler Adult Intelligence Scale Revised (WAIS-R) va ser creada per David Wechsler i publicada per Psychological Corporation el 1981. El manual de prova incloïa informació sobre les diferències entre el percentatge real de persones i les dades teòriques.
| coeficient intel·lectual | Classificació           | Percentatge real | Percentatge teòric |
| ------------------------ | ----------------------- | ---------------- | ------------------ |
| 130+                     | molt superior           | 2.6              | 2.2                |
| 120–129                  | Superior                | 6.9              | 6.7                |
| 110–119                  | Per sobre de la mitjana | 16.6             | 16.1               |
| 90–109                   | mitjana                 | 49.1             | 50,0               |
| 80–89                    | per sota de la mitjana  | 16.1             | 16.1               |
| 70–79                    | Límit                   | 6.4              | 6.7                |
| menys de 70              | Retardat mental         | 2.3              | 2.2                |

El Kaufman Assessment Battery for Children (K-ABC) va ser creat per Alan S. Kaufman i per Nadeen L. Kaufman. Va ser publicat l'any 1983 per l' American Guidance Service .
| coeficient intel·lectual | Nom de la categoria          | Percentatge real | Percentatge teòric |
| ------------------------ | ---------------------------- | ---------------- | ------------------ |
| 130+                     | Extremadament superior       | 2.3              | 2.2                |
| 120–129                  | Molt per sobre de la mitjana | 7.4              | 6.7                |
| 110–119                  | Per sobre de la mitjana      | 16.7             | 16.1               |
| 90–109                   | mitjana                      | 49.5             | 50,0               |
| 80–89                    | per sota de la mitjana       | 16.1             | 16.1               |
| 70–79                    | Molt per sota de la mitjana  | 6.1              | 6.7                |
| -70                      | Extremadament més baix       | 2.1              | 2.2                |

La tercera versió de la Wechsler Adult Intelligence Scale (WAIS-III) utilitza una terminologia de classificació diferent a les versions anteriors de les proves de Wechsler.
| coeficient intel·lectual | Classificació           |
| ------------------------ | ----------------------- |
| 130 i més                | molt superior           |
| 120–129                  | Superior                |
| 110–119                  | Per sobre de la mitjana |
| 90–109                   | mitjana </br>           |
| 80–89                    | per sota de la mitjana  |
| 70–79                    | Límit                   |
| 69 i menys               | Extremadament més baix  |

## Classificació d'individus de baix coeficient intel·lectual
Els primers termes de classificació per a individus amb un coeficient intel·lectual baix eren termes mèdics o legals anteriors al desenvolupament de les proves de coeficient intel·lectual,. El sistema legal ha reconegut el concepte que si algunes persones tenen un deteriorament cognitiu, no són responsables del comportament delictiu. Els metges de vegades es trobaven amb pacients adults que no podien viure de manera independent, no podent fer-se càrrec de les seves pròpies necessitats de la vida diària. S'han utilitzat diversos termes per intentar categoritzar aquests individus amb graus de discapacitat intel·lectual. Molts dels primers termes ara es consideren altament ofensius.
En el diagnòstic mèdic actual, les puntuacions de coeficient intel·lectual per si soles no són concloents per a una troballa de discapacitat intel·lectual. Els estàndards de diagnòstic adoptats recentment posen l'accent en el comportament adaptatiu de cada individu, on una puntuació de coeficient intel·lectual és només un factor diagnòstic i cap categoria de discapacitat intel·lectual està definida per les puntuacions de coeficient intel·lectual,.

## Classificació d'individus d'alt coeficient intel·lectual

### Classificació del coeficient intel·lectual i "geni"
Francis Galton (1822-1911) va ser un pioner en els estudis sobre el rendiment humà i les proves mentals. En el seu llibre Hereditary Genius, escrit abans de l'aparició de les proves de coeficient intel·lectual, Galton va postular que les influències hereditàries en els assoliments eminents són fortes i que l'eminència és rara en general. Lewis Terman va triar els termes " geni o "gairebé" geni per designar la categoria més alta de la prova de Stanford–Binet de la versió de 1916. Catherine M. Cox, col·lega de Terman, va escriure un llibre, The Early Mental Traits of 300 Geniuses, publicat com a segon volum de la sèrie de llibres The Genetic Studies of Genius, en el qual analitzava les dades biogràfiques dels genis. Encara que la seva investigació ha estat criticada per motius metodològics , , , els estudis de Cox van ser extensos per trobar allò que importa per definir un geni diferent del coeficient intel·lectual,. El 1939, Wechsler va escriure que « som més aviat reticents a anomenar una persona "geni" basant-nos en una prova d'intel·ligència » .
L'estudi de Terman a Califòrnia finalment va proporcionar proves sobre com es relaciona el geni amb les puntuacions de coeficient intel·lectual . Molts estudiants de Califòrnia han estat recomanats pels professors per estudiar. Dos estudiants que van ser provats, però rebutjats perquè van obtenir una puntuació massa baixa per a l'estudi de coeficient intel·lectual, van ser després guanyadors del Premi Nobel de Física. : William Shockley, i Luis Walter Alvarez, . A partir dels resultats de l'estudi de Terman, i d'exemples biogràfics com Richard Feynman, que tenia un coeficient intel·lectual de 125 i va guanyar el Premi Nobel de Física i que ara és considerat un geni , , l'opinió actual dels psicòlegs i altres estudiosos genis és que un nivell mínim de coeficient intel·lectual de 125 és estrictament necessari per a un geni ; però aquest nivell de coeficient intel·lectual només és suficient per al desenvolupament del geni quan es combina amb les influències identificades per l'estudi de Cox , , ,.

### Classificació de coeficient intel·lectual i "superdotat"
Un punt important de consens acadèmic sobre la superdotació intel·lectual és que no hi ha una definició acceptada de superdotació,. Intertel, una associació per a persones amb coeficient intel·lectual elevat s'anomena a si mateixa una associació per a superdotats (“An International Society of the Intellectually Gifted”), sent el criteri d'admissió el resultat d'una prova d'intel·ligència al percentil 99. Altres associacions que seleccionen segons el criteri del coeficient intel·lectual també evoquen la noció de superdotació als seus llocs.
Les proves de coeficient intel·lectual actuals també tenen grans marges d'error per a puntuacions de coeficient intel·lectual elevats. Com a realitat subjacent, distincions com " excepcionalment dotat "I" profundament dotat mai han estat ben establerts. El resultat més alt reportat per a la majoria de proves de coeficient intel·lectual és 160, aproximadament el e 99,997. Els coeficients intel·lectuals per sobre d'aquest nivell són qüestionables,.